# Труле-Лабарт
Труле́-Лаба́рт (фр. Trouley-Labarthe, окс. Trolei e la Barta) — коммуна во Франции, находится в регионе Юг — Пиренеи. Департамент — Верхние Пиренеи. Входит в состав кантона Рабастенс-де-Бигор. Округ коммуны — Тарб.
Код INSEE коммуны — 65454.

## География

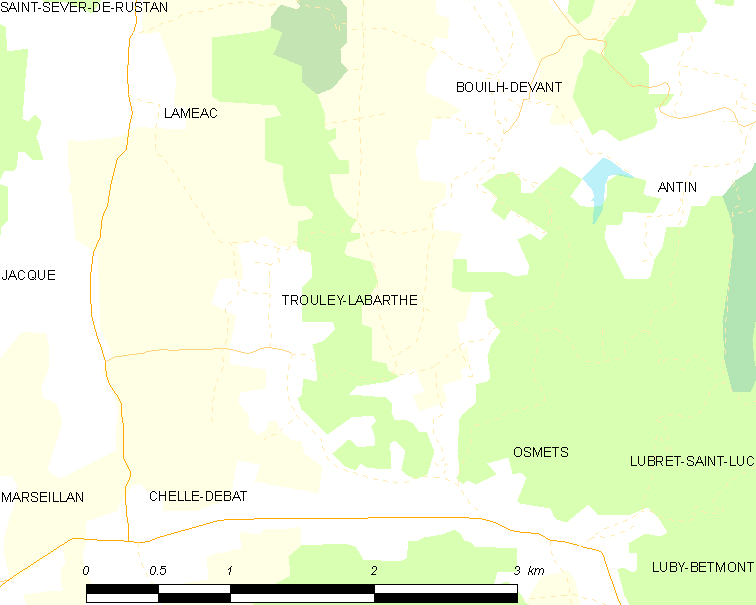
Карта коммуны

Коммуна расположена приблизительно в 640 км к югу от Парижа, в 105 км западнее Тулузы, в 17 км к северо-востоку от Тарба.
На северо-востоке коммуны протекает река Люрюс.

## Климат
Климат умеренно-океанический с солнечной тёплой погодой и обильными осадками на протяжении практически всего года.

## Население
Население коммуны на 2010 год составляло 97 человек.
| 1962 | 1968 | 1975 | 1982 | 1990 | 1999 | 2010 |
| ---- | ---- | ---- | ---- | ---- | ---- | ---- |
| 106  | 100  | 94   | 80   | 65   | 74   | 97   |

## Администрация
| Период | Период | Фамилия            | Партия                            | Примечания |
| ------ | ------ | ------------------ | --------------------------------- | ---------- |
| 2001   | 2014   | Кристьян Отижон    | Охота, рыбалка, природа, традиции |            |
| 2014   | 2020   | Мари-Мартин Бетбез |                                   |            |

## Экономика
В 2010 году среди 53 человек трудоспособного возраста (15-64 лет) 42 были экономически активными, 11 — неактивными (показатель активности — 79,2 %, в 1999 году было 80,0 %). Из 42 активных жителей работали 39 человек (22 мужчины и 17 женщин), безработных было 3 (2 мужчин и 1 женщина). Среди 11 неактивных 2 человека были учениками или студентами, 6 — пенсионерами, 3 были неактивными по другим причинам.

## Достопримечательности
- Часовня Рождества Пресвятой Богородицы